# Testa di kouros 3372
La Testa di kouros 3372 è una scultura in marmo nassio (h. 44 cm) databile al 600 a.C. circa e conservata nel Museo archeologico nazionale di Atene.

## Storia
La testa proviene dalla necropoli del Dipylon ad Atene ed è un'opera eccezionale che rivela al contempo la mano di un grande scultore e i tratti essenziali della scultura attica arcaica. In conseguenza del luogo di ritrovamento, la necropoli del Dipylon, l'opera è stata riconosciuta come una statua funeraria. La testa fu trovata durante gli scavi del Ceramico del 1916, murata nella doppia porta delle fortificazioni di Atene. Dopo questo ritrovamento altri frammenti sono stati trovati e ricondotti alla medesima pertinenza: la mano destra (n. inv. 3965), parte della mano sinistra, del femore, della spalla destra, del dorso, nonché il ginocchio destro ed il gluteo sinistro; solo pochi frammenti sono collegabili tra loro.

## Descrizione e stile

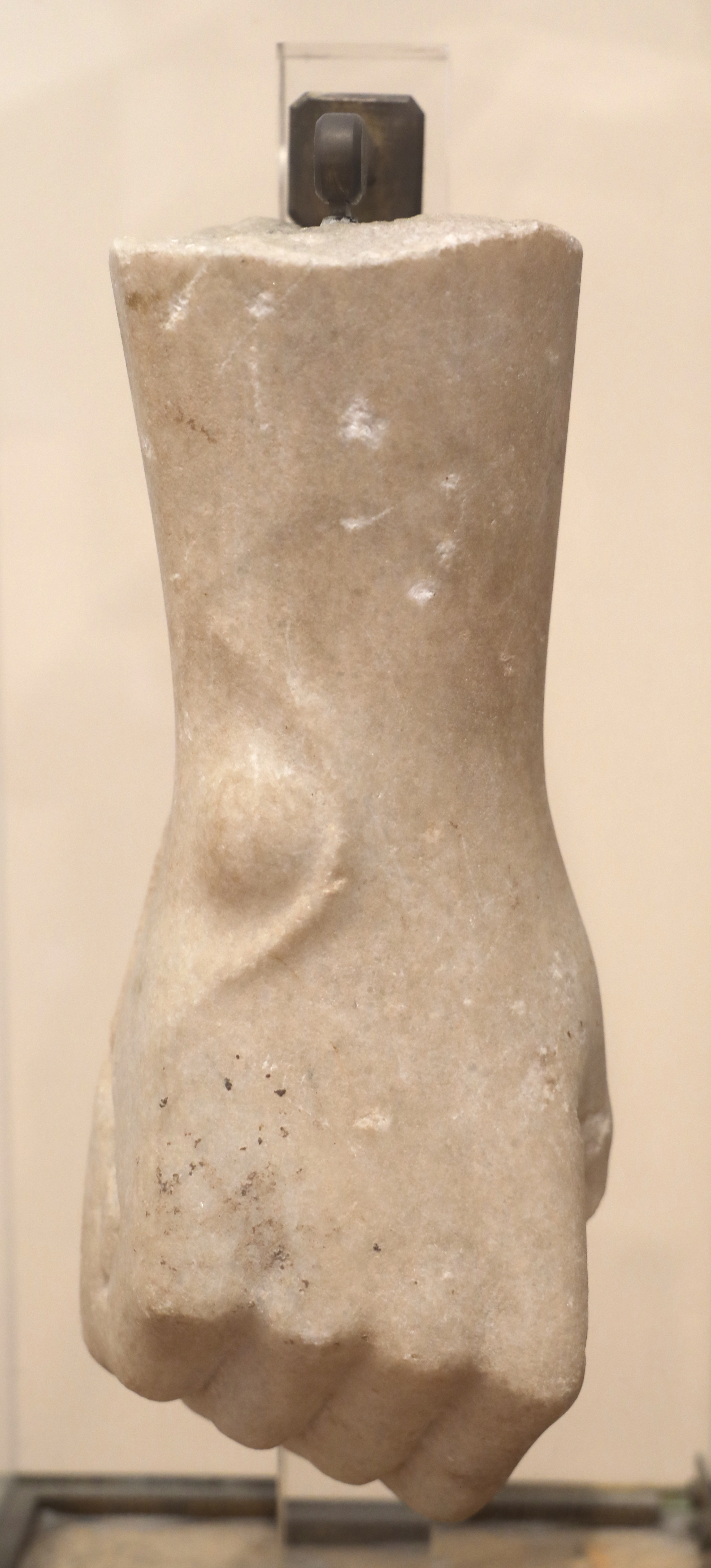
Parte finale di un braccio, della stessa statua

Le dimensioni della statua, stando a quelle della testa, dovevano essere di circa 250 o 300 cm; il materiale è marmo nassio, lo stesso del kouros di New York (Met 32.11.1). L'unità formale che contraddistingue questa scultura per cui «sembra che ogni elemento sgorghi come una necessità ineluttabile dal precedente» sarà imitata fin oltre la metà del VI secolo a.C. Ha volto allungato e di forma ovale, fronte alta, occhi a mandorla e sopracciglia arcuate. I lunghi capelli sono fermati da un nastro, raccolti in treccine e terminanti in forma ovale sulla nuca. L'elemento decorativo della capigliatura, privilegio aristocratico, lungi dall'essere motivo ripetuto, varia nella forma e nell'allineamento delle perle aumentando l'effetto di vibrazione plastica. Le arcate sopraccigliari rialzate che illuminano il viso sono un'impronta tipica della scultura attica, si veda ad esempio l'influenza attica in una città legata a Corinto come Calidone, quale si può vedere nella Sfinge, probabile acroterio laterale di un frontone, ora al Museo archeologico nazionale di Atene (terracotta, h 20 cm). Ulteriore elemento sviluppato in questo ambito è lo sviluppo della visione laterale, inesistente a quest'epoca nella scultura peloponnesiaca e insulare.
Allo stesso autore o ad un discepolo è stato ricondotto il già menzionato kouros di New York, opera di un artista attico che ha rielaborato modelli cicladici sollevando i tratti dalla sfera dell'individuale e dell'episodico; una figura organica, equilibrata, anch'essa posta originariamente nella tomba di una nobile famiglia ateniese, ove ancora permangono labili tracce di abito che andranno scomparendo a breve.